# Aeroportul Kumasi
Aeroportul Kumasi (în engleză Kumasi International Airport) (IATA: KMS, ICAO: DGSI) este un aeroport din Kumasi Metropolitan District⁠(d), Regiunea Ashanti, Ghana ce deservește zona Kumasi. Aeroportul a fost tranzitat în 2022 de 476.266 de pasageri. A fost deschis în 1999.
Situat la o altitudine de 287 m, aeroportul dispune de o singură pistă.